# Rhizangiidae
Rhizangiidae é uma família de cnidários antozoários da subordem Faviina, ordem Scleractinia.

## Géneros
- Astrangia Milne-Edwards & Haime, 1848
- Cladangia Milne-Edwards & Haime, 1851
- Culicia Dana, 1846
- Oulangia Milne-Edwards & Haime, 1848